# 小行星6605
小行星6605（英語：6605）是一颗围绕太阳公转的小行星。1990年9月22日，艾瑞克·怀特·埃尔斯特在拉西拉天文台发现了此天体。
这颗小行星的绝对星等为290.6564447722355等。